# Souvenirs Gaudí

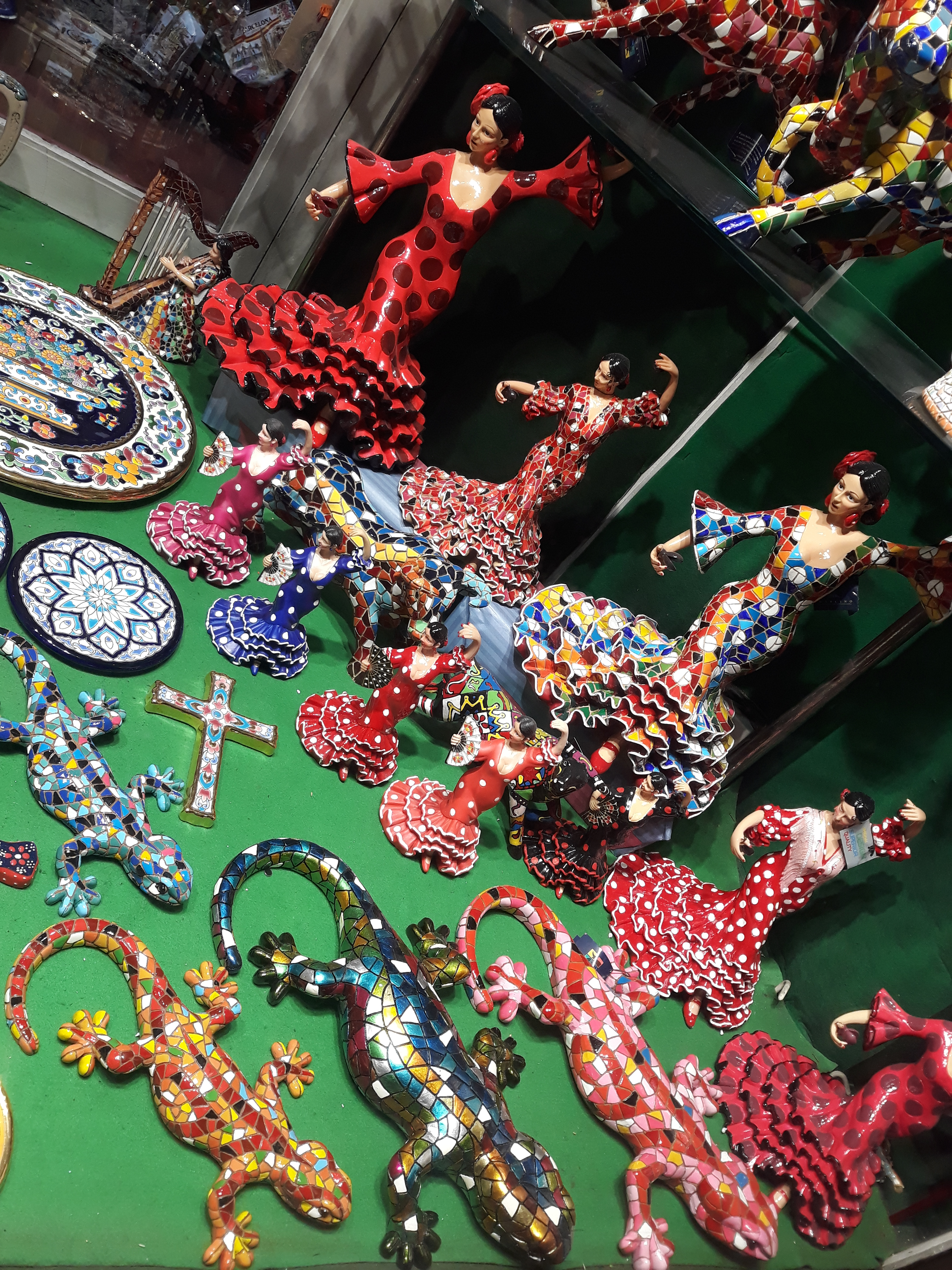
Souvenirs Gaudí a l'aparador d'una botiga.

Els Souvenirs Gaudi són rècords de Catalunya inspirats en les realitzacions de Gaudí, el Modernisme i Barcelona.
Després de Barça i Messi, un dels termes més popular entre el turisme relacionat amb Catalunya o amb Barcelona —fins i tot abans que toros, fiesta o sangria— probablement és Gaudí. Això ha fet que el Modernisme s'estengui per les prestatgeries de les botigues de souvenirs. Bona part d'aquests articles gaudinians són peces de ceràmica d´elaboració artesana i pintades a mà, però també s'hi troben postals, imants, clauers, tasses, joies de disseny, roba, miniatures de les cases de Gaudí i de la Sagrada Família, reproduccions de les rajoles de les voreres de Barcelona, dels fanals i del trencadís típic de l'arquitectura modernista, etc. Les reproduccions més venudes —coincidint amb dos dels llocs més visitats— són figuretes de la Sagrada Família i del drac del Parc Güell.